# Цинобър
Цинобър (наричан също киновар, цинобърит, цинобарит) е име на червен минерал, съдържащ живачен (II) сулфид (хим. формула – HgS). Името на минерала идва от гръцки език и най-вероятно е използвано от Теофраст за означаването на няколко различни субстанции.

## Приложение
През 4000-3000 г. пр.н.е. в Китай съединения на живака са се използвали за лечение на проказа, а в арабските медицински трактати от 9–11 век, киноварът се споменава като средство за лечение на кожни заболявания . Тази традиция изглежда е била запазена до началото на 20 век, когато с мехлеми на основата на живака е лекуван сифилис.
В изобразителното изкуство цинобърът (киноварът) се ползва директно или като основа за боята вермилион.
Цинобаритът е една от основните руди за получаване на живак. Живачният (II) сулфид се ползва и при производство на експлозиви.